# Tersamiska

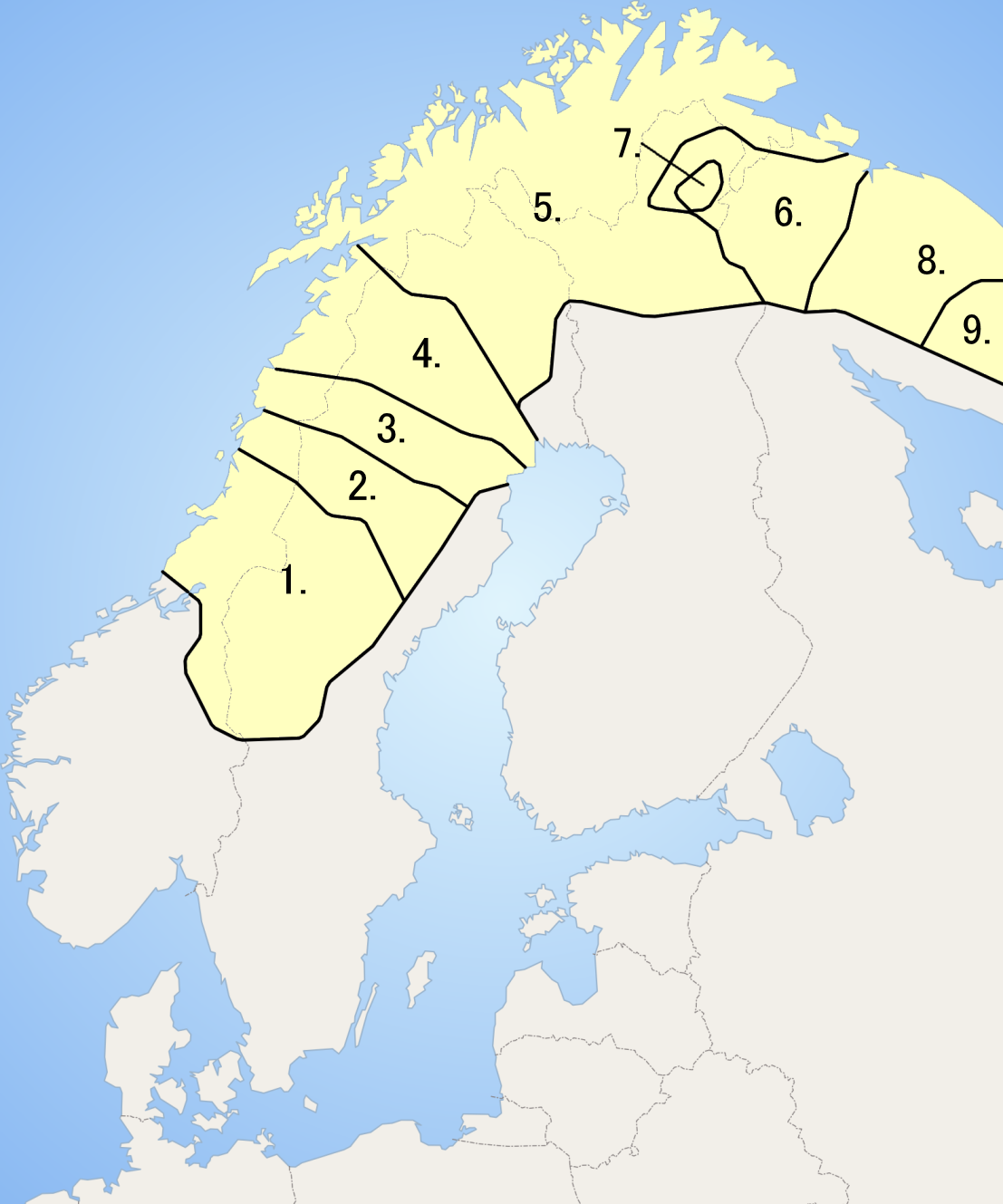
Karta över samiska språk. Tersamiskan är nummer 9

Tersamiska är det östligaste av de samiska språken. Språket talades traditionellt på Kolahalvöns nordostsida, men det är nu ett nästan utdött språk. Tersamiska bedöms 2008 ha talats endast av tio äldre personer. Tidningen Pravda angav att det endast fanns två tersamisktalande kvar 2010.
Tersamiska räknas med kildinsamiska, skoltsamiska,  och enaresamiska till den östsamiska språkgruppen. Kolasamiska utesluter enaresamiskan och är en förekommande geografisk beteckning med försök till gemensam ortografi.

## Historia
Ottar från Hålogaland nämner folkslaget terfinnar i sin berättelse om hur han någon gång mellan 870 och 890 seglade österut längs kusten från Troms till Vita Havet.
I slutet på 1800-talet fanns det sex tersamiska byar på östra delen av Kolahalvön, med en total befolkning om runt 450 personer. Numera finns bara omkring 100 etniska tersamer, av vilka tio äldre personer talar språket. Resten har gått över till ryska.
De ryska samernas huvudnäringar har genom tiderna varit fiske, jakt och renskötsel, gärna i kombination. Sålunda berodde den snabba nedgången av antalet talare på den allmänna kollektiviseringen med kollektivjordbruken, kolchoserna på 1930-talet, under vilken användningen av egna språket var förbjudet i skolor och hem. 1957 förklarades den största tersamiska byn Jokanga bland många andra för  "utsiktslös" och invånarna tvångsförflyttades 1964 till militärbasen Gremicha.

## Det talade språket
Övergången mellan de kolasamiska språken är flytande. Generellt bildar de samiska språken från Idre till Ponoi på Kolahalvön en tämligen fortlöpande kedja med successiva förändringar. Det är oftast möjligt att förstå språket i det angränsande området. En skarpare gräns mellan närliggande dialekter går dock vid skoltsamiska och nordsamiska, så att en same från Kolahalvön inte med behållning kan tala samiska med en same från Jokkmokk och söderut.

### Ljudsystem
Tersamiskan har likt övriga samespråken ett rikt ljudsystem och många ljudväxlingar. Östsamiska språken har ett bakre i-fonem, som påminner om ett ryskt "Ы" och är särskilt vanligt i tersamiskan. Detta fonem finns även i sydsamiskan som ett "Ï".

### Grammatik
Tersamiskan har mycket gemensamt med övriga samiska språk. Notabelt är att den har två extra kasus, partitiv och abessiv, förutom nordsamiskans övriga sex kasus.

### Ordförråd
De samiska språken innehåller en mängd lånord från grannspråken och tersamiskan åtskilliga från ryska. Givetvis finns en rik terminologi från näringarna, främst renskötseln, naturförutsättningar som snö och det nomadiserande livet. Härtill kommer ett rikt system av ändelser som modifierar en ordstams betydelse.
Likväl går det att ge exempel på regelbundna skillnader mellan olika samiska språkvarianterna (i nordsamisk ortografi):
| Svenska       | fågel  | att köra | jag kommer |
| Tersamiska    | lo´nde | vyy´jjed | poadam     |
| Kildinsamiska | lå´nd  | vuu´jjeđ | poadam     |
| Skoltsamiska  | lå´dd  | vue´jjed | puädam     |
| Enaresamiska  | lodde  | vyeijiđ  | poađám     |
| Nordsamiska   | loddi  | vuodjit  | boađán     |
| Lulesamiska   | lådde  | vuodjet  | boadáv     |
| Pitesamiska   | lådde  | vuojjet  | bådáv      |
| Sydsamiska    | ledtie | vuejedh  | båatam     |

## Skriftspråk och skriftliga källor
Det saknas undervisningsmaterial eller faciliteter på tersamiska och språket har ännu ingen egen standardiserad ortografi. Språket är ofullständigt studerat och dokumenterat. Vissa textprov, audio-upptagningar och lexikon för lingvistiska ändamål finns dock, men någon grammatisk beskrivning finns inte.
I dag finns sex stycken samiska skriftspråk i bruk, vilka har stabiliserats i olika grad. De östsamiska språken började användas som skriftspråk först på 1850-talet. 
Under 1930-talet utvecklades ett kolasamiskt skriftspråk först på basis av latinska alfabetet. Detta skriftspråk byggde på den skoltsamiska dialektgruppen, som då var den största och geografiskt mest centrala. På grund av den sovjetiska språkpolitiken kom dock det latinska alfabetet ur bruk efter andra världskriget. För kolasamisk skrift utvecklades därför en ortografi baserad på kyrillisk skrift med  kildinsamiska som utgångspunkt. Detta kyrilliska samiska alfabet kom efter revisioner att innehålla följande bokstäver: 
| А а | Ӓ ӓ*      | Б б  | В в | Г г  | Д д  | Е е* | Ё ё* | Ж ж  | З з | Һ һ   | И и* |
| --- | --------- | ---- | --- | ---- | ---- | ---- | ---- | ---- | --- | ----- | ---- |
| /a/ | /æ/       | /b/  | /v/ | /g/  | /d/  | /jɛ/ | /jɔ/ | /ʒ/  | /z/ | /ʰ/   | /i/  |
| Й й | Ҋ ҋ / Ј ј | К к  | Л л | Ӆ ӆ  | М м  | Ӎ ӎ  | Н н  | Ӊ ӊ  | Ӈ ӈ | О о   | П п  |
| /j/ | /j̥/       | /k/  | /l/ | /l̥/  | /m/  | /m̥/  | /n/  | /n̥/  | /ŋ/ | /ɔ/   | /p/  |
| Р р | Ҏ ҏ       | С с  | Т т | У у  | Ф ф  | Х х  | Ц ц  | Ч ч  | Ш ш | (Щ щ) | Ъ ъ* |
| /r/ | /r̥/       | /s/  | /t/ | /u/  | /f/  | /x/  | /ts/ | /tʃ/ | /ʃ/ | /ʃtʃ/ |      |
| Ы ы | Ь ь†      | Ҍ ҍ‡ | Э э | Ӭ ӭ‡ | Ю ю  | Я я  |      |      |     |       |      |
| /ɨ/ |           |      | /ɛ/ | /ɛ/  | /ju/ | /ja/ |      |      |     |       |      |

* Dessa bokstäver markerar (enbart eller vid sidan av sitt vokaliska värde) egenskaper hos den föregående konsonanten: е, ё, и, ю, я står för vokalerna /e/, /o/, /i/, /u/, /a/ när de följer en muljerad konsonant
† Ь markerar palatalisering av konsonanten i utljud
‡ Ӭ och ҍ markerar palataliserade д, т och н före vokalerna /a/ och /e/ respektive i utljud.
Långa vokaler kännetecknas med en makron (¯) över vokaltecknet. Bokstaven щ förekommer endast i lånord.